# Avenue Rêve d'Or
L’avenue Rêve d'Or est une rue de La Louvière

## Situation et accès
Elle est située entre la rue du Moulin et la rue Arthur Warocqué.

## Origine du nom
Elle doit son nom à un cheval ayant gagné de nombreux prix entre 1898 et 1900. Ce cheval a eu comme descendance Gambetta, qui donne son nom à une autre rue de La Louvière.